# Mary Gilmore
Mary Gilmore (16 août 1865 - 3 décembre 1962) est journaliste et poète socialiste australienne.
Le cratère Gilmore est nommé en son honneur.
Elle est représentée sur le billet de 10 dollars australiens.